# 7166 Kennedy
A 7166 Kennedy (ideiglenes jelöléssel 1985 TR) a Naprendszer kisbolygóövében található aszteroida. Edward L. G. Bowell fedezte fel 1985. október 15-én.